# Котельников, Александр Петрович
Алекса́ндр Петро́вич Коте́льников (8 [20] октября 1865, Казань, Российская империя — 6 марта 1944, Москва, СССР) — русский и советский математик и механик, профессор, доктор технических наук, лауреат Сталинской премии (1943). Основные работы в области гидродинамики, теоретической механики в евклидовом и неевклидовых пространствах, теории механизмов.

## Биография
Родился 8 (20) октября 1865 года в семье профессора Казанского университета Петра Ивановича Котельникова. В 1883 году с серебряной медалью окончил гимназию. Высшее образование получил на математическом отделении физико-математического факультета Казанского университета. С 1889 по 1892 год — стипендиат для подготовки к профессорскому званию, в 1892 году выдержал магистерские экзамены. В 1893 году получил должность приват-доцента Казанского университета, читал курс графической статики. В 1896 году защитил магистерскую диссертацию «Винтовое исчисление и некоторые его приложения к геометрии и механике», в 1889 году — докторскую диссертацию «Проективная теория векторов», по результатам защиты получил два звания — доктора прикладной математики (в современном понимании — теоретической механики) и доктора чистой математики.
В 1899 году был приглашён на должность профессора кафедры теоретической механики во вновь образованном Киевском политехническом институте. В 1904 году вернулся в Казанский университет, где избран профессором кафедры чистой математики, а в 1910 году стал деканом физико-математического факультета. В 1914 году вновь переехал в Киев, где вначале преподавал на кафедре математики Киевского университета, а с 1920 года заведовал кафедрой теоретической механики в Киевском политехническом институте.
В 1924 г. А. П. Котельников переехал в Москву в связи с его избранием заведующим кафедрой математики Московского высшего технического училища, (МВТУ). Здесь он работал до конца жизни в качестве профессора сначала кафедры математики, а затем кафедры теоретической механики. В разные годы вел курсы теоретической механики в четырёх московских вузах (в том числе в Московском химико-технологическом институте им. Д. И. Менделеева), а также на Высших инженерно-педагогических курсах. В период с 1930 по 1944 г. работает в Центральном аэрогидродинамическом институте (ЦАГИ) в качестве научного руководителя группы аспирантов- механиков, и главного редактора полного собрания сочинений (ПСС) Н. Е. Жуковского [1, 2].
В 1940 году к 75-летнему юбилею был награждён Орденом Трудового Красного Знамени (16.09.1940 — за выдающиеся заслуги перед страной в области теоретической механики), в 1943 году стал лауреатом Сталинской премии второй степени.
Скончался 6 марта 1944 года от воспаления лёгких.

## Научные результаты
В работах конца 1880-х годов представлено решение плоской задачи обтекания клина струёй идеальной несжимаемой жидкости конечной ширины при стационарном безвихревом течении, работа Николая Жуковского «Видоизменение метода Кирхгофа» 1890 года использует и обобщает этот результат Котельникова.
В работах 1894—1896 годов, завершившихся магистерской диссертацией, создал оригинальное винтовое исчисление, приложение исчисления бикватернионов к теоретической механике. В докторской диссертации проработал обобщения векторного исчисления и винтового исчисления для пространств Римана и Лобачевского.
В докладах 1920-х годов систематически исследовал вопросы связи специальной теории относительности и геометрии Лобачевского с позиций проективной геометрии.
В 1926 году обнаружил удобный практический способ построения точек Бурместра — расположенных на строфоидах точках, важных для определения направляющих плоских механизмов. В работе 1936 года установил связи между ускорениями точек твёрдого тела при плоскопараллельном движении и приложенными к нему силами, результат позволяет эффективно решать задачи кинематики плоского движения твёрдого тела средствами проективной геометрии.

## Семья
Сын — Владимир (1908—2005), учёный в области радиотехники и радиосвязи, академик Академии наук СССР.

## Комментарии
1. ↑  Источники не указывают, какую гимназию он окончил. Однако, среди выпускников 1883 года Архивная копия от 26 ноября 2021 на Wayback Machine Ларинской гимназии числится Александр Котельников, получивший серебряную медаль и поступивший для продолжения образования в Санкт-Петербургский университет. Вполне вероятно, что после смерти в 1879 году его отца, Александр Котельников при поддержке старшей сестры Елизаветы (1856—1921) некоторое время учился в Казанской гимназии (2-й?), а затем уехал в столицу, где окончив среднее образование в Ларинской гимназии и начав получать высшее, по недостаточности средств был вынужден вернуться в Казань, где и окончил университет.